# No Water Please
No Water Please, également stylisé No water please, est un groupe de punk jazz français.

## Biographie
En 2003, le groupe publie son premier album studio, Cubi or not Cubi après avoir signé aux labels Juste une Trace-Amoc et Socadisc.
À la fin 2009, No Water Please sortent leur quatrième album, Reboot. Cette sortie est précédée par un long silence de la part du groupe avant sa participation à la compilation hommage au Ludwig von 88, Mort aux Ludwig von 88, avec la reprise du titre HLM.
En 2014, un cinquième album est annoncé en préparation. Ils participent le 7 juin 2014 à l'esplanade du Forum. En 2015, ils publient leur cinquième album Rumble in Washington, et partent en tournée jouant notamment au Chinois de Montreuil, en Seine-Saint-Denis. À la fin 2016, ils jouent au Festival Au Sud du Nord.

## Discographie

### Albums studio
- 2002 : Tolchoke (autoproduction)
- 2003 : Cubi or not Cubi (Juste une Trace-Amoc / Socadisc)
- 2007 : Happy Hour (No Watt / Mosaic Music)
- 2009 : Reboot (No Watt / Mosaic Music)
- 2015 : Rumble in Washington

### Collaboration
- HLM (sur l'album Mort aux Ludwig von 88)